# Der Kleine Bühnenboden
Das Kammertheater Der Kleine Bühnenboden ist ein freies Theater im Hansaviertel,  Münster, das seit 1987 vom Trägerverein THEAMA e.V. betrieben wird. Vorsitzende ist Maria Goldmann, Tochter der Gründerin. Der Kleine Bühnenboden wird zudem vom Kulturamt der Stadt Münster gefördert.

## Geschichte
Der Kleine Bühnenboden wurde 1984 von der diplomierten Tänzerin, Tanzpädagogin und Choreographin Marianna Thalassinou (†) mit ihrem Ehemann Jochen Weyand (†) als Studio für künstlerischen Tanz, Pantomime und Drama in der Schillerstraße 48a in Münster gegründet. Später entwickelte Thalassinou daraus die „Werkstatt für Künstlerischen und Experimentellen Tanz“. Ihr besonderes Anliegen war stets, das Spartendenken und die daraus resultierende Trennung einzelner Kunstformen zu überwinden. Marianna Thalassinou bot neben ihrer eigenen Arbeit auch anderen Künstlern die Möglichkeit zum Auftritt; Austauschprojekte mit dem St. Petersburger Figurentheater und das Gastspiel des griechischen Karagiosis-Theaters stehen beispielhaft für diese Linie. Durch die ausgesuchten Gastspiele und die professionelle Zusammenarbeit mit unterschiedlichen Kunstsparten machte sie das Kammertheater Der Kleine Bühnenboden zu einer bedeutenden multikulturellen Begegnungsstätte mit besonderer Atmosphäre.
Nach dem Tod von Marianna Thalassinou am 6. Juli 2007 übernahm zunächst ihr Sohn Georgios Weyand die Theaterleitung.
Ab Dezember 2009 leitete der Schauspieler Konrad Haller interimistisch den Kleinen Bühnenboden, bis sich im Frühjahr 2010 ein vierköpfiges Leitungsteam zusammenfand, dem neben Haller selbst auch Simone Timmers und Jens Krause sowie Toto Hölters angehörten. In dem knappen Jahr seitdem entwickelte das Team ein an das Ursprungskonzept unmittelbar anknüpfendes Kulturangebot. Seit 2010 bilden Konrad Haller und Toto Hölters gemeinsam die Intendanz und konnten die Auslastung von 1400 Zuschauern im ersten Jahr auf derzeit über 3000 Besucher im Jahr steigern.
Neben Gastspielen aus den Sparten Kabarett, Kleinkunst, Konzert und politischem Theater bringen Haller und Hölters in klassischen Theaterformen auch eigene Produktionen auf die Bühne.
Im Rahmen der Regionale 2016 war Konrad Haller für den Kleinen Bühnenboden Co-Leiter des Heimspiel-Theaterfestivals. Selbst inszenierte er dort Vom Leben und Sterben, das im Hof der Burg Vischering aufgeführt wurde. Gefördert wurde HEIMspiel u. a. vom NRW-Kulturministerium.

## Räumlichkeiten
Von der Gründung bis zum Ende der 31. Spielzeit 2014/2015 bestand das Theater aus zwei Gebäudeteilen, die zuvor als Bonbonfabrik und Glaserei genutzt und in Eigenarbeit umgebaut wurden. Zum 30. Juni 2015 wurde dem Kleinen Bühnenboden der als Foyer genutzte Gebäudeteil gekündigt.
Der Theatersaal bietet derzeit Platz für bis zu 46 Zuschauer.

## Produktionen (Auswahl)
- Rattenjagd von Peter Turrini (2009)[10]
- Die Windmühlen in mir (2010)
- Nächtliches Gespräch mit einem verachteten Menschen von Friedrich Dürrenmatt (2010)
- Die Geschichte von den Pandabären von Matei Vișniec (2012)[11]
- Bunny & Kleidt (2012)[12]
- Fuffzehn Mann auf des toten Manns Kiste (seit 2010, mit den Blosewinds)[13]
- Bunny & Kleidt reloaded (2013)[14]
- Illusionen einer Ehe von Éric Assous (2014)[15]
- Heimat.los (2015)[16]
- Endspiel von Samuel Beckett (2015)
- Claus Peymann kauft sich eine Hose und geht mit mir essen / Claus Peymann und Hermann Beil auf der Sulzwiese – zwei Dramolette von Thomas Bernhard (2015)[17]
- Vom Leben und Sterben (2016, HEIMspiel Theaterfestival)[18]
- Mike & Jane von Birgit Kempker (2016)[19]
- Lieber Gott mach mich blind von Wilhelm Genazino (2016, mit TheaterTATort)[20]
- www - welt weit weg - ein Stück über Sexting und Intimität für Jugendliche (2017, mit Theater Naseweis)[21]
- Zugabe von Tilman  Rademacher (2017)[22]
- Offene Zweierbeziehung von Dario Fo und Franca Rame, Regie Konrad Haller (2017)[23]
- Winter von Jon Fosse, Regie Toto Hölters (2018)[24]
- Gefahrenzone von Michel Marc Bouchard, Regie Toto Hölters (2018)[25]
- Zuschauspieler von Tilman  Rademacher (2019)[26]
- Es brennt so schön in mir von Stefan Nászay (2019)[27]
- Josef und Maria von Peter Turrini, Regie Konrad Haller (2019)[28]
- Jacke wie Hose von Manfred Karge, Regie Eva-Maria Lüers (2020)[29]
- Das Interview von Theo van Gogh, Regie Jens Pallas (2022)[30]
- Das Hotelzimmer von Rudi Gaul, Regie Felix J. Mohr (2022)[31]